# لويس ميغيل (لاعب كرة قدم أنغولي)
لويس ميغيل (22 يوليو 1971 بلواندا في أنغولا - ) هو لاعب كرة قدم أنغولي في مركز الوسط، شارك في كأس الأمم الأفريقية 1998. وشارك مع منتخب أنغولا لكرة القدم. أما مع النوادي، فقد لعب مع F.C. Felgueiras ‏.

## وصلات خارجية
- لويس ميغيل على موقع قاعدة بيانات كرة القدم.إي يو (الإنجليزية)
- لويس ميغيل على موقع ناشيونال فوتبول تيمز (الإنجليزية)